# Chromocryptus charieis
Chromocryptus charieis är en stekelart som först beskrevs av Porter 1967.  Chromocryptus charieis ingår i släktet Chromocryptus och familjen brokparasitsteklar. Inga underarter finns listade i Catalogue of Life.